# Miklucho-Maklaj
Miklucho-Maklaj (russisk: Миклухо-Маклай) er en sovjetisk film fra 1947 af Aleksandr Rasumnyj.

## Medvirkende
- Sergej Kurilov som Nikolaj Miklukho-Maklaj
- Galina Grigorjeva som Margaret Robertson
- Mikhail Astangov som Brandler
- Aleksej Maksimov som Robertson
- Georgij Budarov som Thompson